# Фред Робертс (футболіст)
Фредерік Чарльз Робертс або Фред Робертс (1905—1988) — північноірландський футболіст, центральний нападник. Рекордсмен національного чемпіонату за кількістю голів в одному сезоні.

## Біографічні відомості
На початку ігрової кар'єри грав за «Селтік» і «Квінс Айленд». За п'ять сезонів у «Гленторані» забив 332 голи у 221 матчі. В сезоні 1930/1931 відзначився 55 м'ячами у чемпіонаті і поліпшив попереднє досягнення Джо Бембріка на 5 пунктів (більше на островах забивав лише Діксі Дін). З врахуванням офіційних кубкових турнірів його доробок того сезону склав 96 голів, що є найкращим показником у Британії.  1933 року залишив «Гленторан» і по одному сезону захищав кольори «Дістіллері» і «Дандели».
21 лютого 1931 виступав за національну збірну проти команди Шотландії. Гра у рамках домашнього чемпіонату Великої Британії завершилася внічию (0:0).

## Досягнення
- Чемпіон Північної Ірландії (1): 1931
- Володар кубка Північної Ірландії (2): 1932, 1933
- Володар кубка Белфаста (3): 1925, 1932, 1934

## Статистика
| Сезон                 | Клуб                  | Чемпіонат | Чемпіонат | За сезон | За сезон |
| Сезон                 | Клуб                  | І         | Г         | І        | Г        |
| --------------------- | --------------------- | --------- | --------- | -------- | -------- |
| 1928-29               | «Гленторан»           |           |           |          | 66       |
| 1929-30               | «Гленторан»           |           |           |          | 57       |
| 1930-31               | «Гленторан»           |           | 55        |          | 96       |
| 1931-32               | «Гленторан»           |           |           |          | 64       |
| 1932-33               | «Гленторан»           |           |           |          | 49       |
| Всього за «Гленторан» | Всього за «Гленторан» |           |           | 221      | 332      |
| 1933-34               | «Дістіллері»          |           |           |          | 34       |
| 1934-35               | «Дандела»             |           |           |          |          |